# Florent Sinama-Pongolle
Florent Sinama-Pongolle (* 20. Oktober 1984 in Saint-Pierre auf Réunion) ist ein ehemaliger französischer Fußballspieler.

## Karriere
Der auf der Insel Réunion geborene Franzose begann seine Karriere bei der JS Saint-Pierre, von wo aus er, noch als Jugendlicher, zu Le Havre AC auf das französische Festland und 2003 weiter zum FC Liverpool wechselte. Der Stürmer trug ab Januar 2006 leihweise den Dress der Blackburn Rovers. Nach seiner Rückkehr wurde er sofort wieder verliehen, diesmal an den spanischen Aufsteiger Recreativo Huelva. Im Sommer 2008 wechselte er zu Atlético Madrid. Dort erhielt er von seinen Teamkollegen den Spitznamen „M´bele“.
Sinama-Pongolle wurde bei der U-17-WM 2001 zum besten Spieler des Turniers gewählt und darüber hinaus noch Torschützenkönig mit neun Toren. Er spielte bisher 28 Mal für französische Nationalteams, von der Jugend angefangen. Am 14. Oktober 2008 kam er im Freundschaftsspiel gegen Tunesien auch zu seinem ersten und einzigen Kurzeinsatz in der A-Nationalelf.
Zu Beginn der Wintertransferperiode 2009/2010 wechselte der Franzose für 6,5 Millionen Euro zum portugiesischen Erstligisten Sporting Lissabon. Zu Beginn der Saison 2010/11 wurde er für ein Jahr an den spanischen Klub Real Saragossa ausgeliehen. Nach insgesamt 24 Ligaeinsätzen und vier Toren kehrte er nach Lissabon zurück, um dann zur Saison 2011/12 an den französischen Verein AS Saint-Étienne verliehen zu werden.
Nach einer mehrjährigen Odyssee über drei Kontinente kehrte er am Ende seiner aktiven Zeit nach Réunion zu seinem ersten Verein, der JS Saint-Pierre, zurück. Mitte 2019 beendete er seine Karriere als aktiver Fußballspieler.

## Erfolge
FC Liverpool
- UEFA Champions League: 2004/05
- Football League Cup: 2002/03

Chainat Hornbill FC
- Thai Premier League Division 1: 2017
- FA Cup: 2016

FK Rostow
- Russischer Pokalsieger: 2013/14